# Gewog di Jigmechhoeiling
Il gewog di Jigmechhoeling è uno dei dodici raggruppamenti di villaggi del distretto di Sarpang, nella regione Meridionale, in Bhutan.